# جبر ضومط
جبر ضومط واسمه الكامل: جبر ابن ميخائيل ضومط (1858-1930) كان لغوياً، وأديباً ، ومترجماً وصحفياً. ولد في قرية برج صافيتا شمال طرابلس الشام. انتمى إلى الكلية الأمريكية في بيروت سنة 1872 وتخرج منها سنة 1876. غادر لبنان إلى مصر 1884 واستقر في الإسكندرية وبقي فيها خمس سنوات ثم عاد إلى لبنان. بعدها عين مترجما في حملة غوردن إلى السودان. اشتغل في تحرير جريدة المحروسة. وعمل في التدريس في الكلية الأمريكية في بيروت 1889-1924. تعلم العديد من اللغات (الإنجليزية والعبرية والسريانية) كتب بالعديد من الصحف أهمها الهلال والمقتطف، ومجلة المجمع العلمي العربي في دمشق، ناشد في مقالاته إلى الابتعاد عن تقليد الأوروبيين في المظاهر الحديثة وتشجيع المصنوعات العربية الوطنية خدمة للأمة. ترك العديد من الكتب المؤلفة.

## أعماله
- جبر ضومط (1903). الخواطر العراب في النحو و الإعراب (ط. الأولى). بيروت: المطبعة الأدبية. مؤرشف من الأصل في 2022-04-09.

- جبر ضومط (1929). فلسفة اللغة العربية وتطورها: وهي مقالات أنشأها الأستاذ جبر ضومط في تاريخ اللغة العربية ونهضة الأقوام المتكلمين بها وفلسفة نشؤها وتطورها ووسائل ترقيتها ونشرها في مجلتي المقتطف والهلال بين سنة 1888 وسنة 1928 (ط. الأولى). مصر: مطبعة المقتطف والمقطم. مؤرشف من الأصل في 2022-04-09.

- جبر ضومط (1930). كتاب الخواطر الحسان في المعاني والبيان (ط. الثانية). بيروت: مطبعة الوفاء. مؤرشف من الأصل في 2022-04-09.

- جبر ضومط (1931). رسالة في النسبة (ط. الأولى). بيروت: مطبعة الوفاء. مؤرشف من الأصل في 2022-04-09.

- فلسفة البلاغة، 1898
- فك التقليد في علم الصرف على أسلوب جديد، 1908

## روابط خارجية
- جبر ضومط على موقع أرشيف الشارخ.